# Блатна овесарка
Блатна овесарка (Melospiza georgiana) е вид птица от семейство Овесаркови (Emberizidae).

## Разпространение
Видът е разпространен в Бахамските острови, Канада, Мексико, Сен Пиер и Микелон, САЩ и Търкс и Кайкос.